# 페이퍼 마리오 (비디오 게임)
《페이퍼 마리오》(Paper Mario)는 인텔리전트 시스템즈가 개발하고 닌텐도가 배급한 2000년 롤플레잉 비디오 게임이다. 《페이퍼 마리오》 시리즈 첫 번째 게임으로 닌텐도 64 플랫폼으로 제작돼 일본서 2000년 8월 11일 처음 발매됐다. 일본판 제목은 《마리오 스토리》이다.
버섯 왕국을 무대로 주인공 마리오가 쿠파에게 납치한 피치 공주를 구하기 위해 모험을 떠나는 내용을 다뤘다. 전투 시스템은 《슈퍼 마리오 RPG》의 액션 커맨드를 채택해 플레이어가 시간에 맞춰 입력시 공격효과를 증가할 수 있다.
출시 당시 《페이퍼 마리오》는 전투 시스템, 그래픽과 독창성으로 긍정적인 평가를 받았다. 2004년에 게임큐브로 출시된 《페이퍼 마리오 1000년의 문》을 시작으로 후속작들이 발매됐다.

## 줄거리
평화롭던 버섯 왕국에 쿠파가 나타나 피치 공주와 그녀의 성의 일부를 통째로 우주로 납치한다. 마리오는 파트너인 굼바리오, 엉큼이, 핑키, 펄리, 천방부끄, 빛쭈쭈, 아줌뽀꾸, 포코피를 차례로 자신의 파티에 합류시키며 매 챕터마다 보스전 후에 얻는 파워스타를 모아 우주로 향해 쿠파와 대결하고, 피치공주와 그녀의 성을 복원시킨다.

## 특징
전작인 스퀘어 에닉스와의 합작품, 슈퍼 마리오 RPG가 2D 그래픽 전용 머신이었던 슈퍼패미콤에서 3D 그래픽으로 렌더링된 캐릭터와 2.5D로 구현된 맵을 구성하였다면, 3D 머신이었던 닌텐도64 용으로 제작된 페이퍼 마리오에서는 모든 캐릭터를 마치 종이를 오려 만든 인형으로 만드는 역발상으로 모든 게임을 구성하였다, 캐릭터가 종잇장이라는 느낌을 응용한 연출 다수 사용하였다.
개개인의 파티 멤버들은 자신만의 주특기가 있어서 마리오의 게임 진행을 도와준다. 능력은 다음과 같다.
- 굼바리오: 각각의 스테이지에서 도움말을 제공해준다. 적의 HP와 방어력을 알려줄 수 있다.
- 엉큼이: 몸을 거북등껍질에 담은 뒤 마리오로 하여금 공격할 수 있게 해준다.
- 핑키: 시한폭탄 기능을 이용해 금이 간 벽에 구멍을 내서 숨겨진 길을 찾게 해 준다.
- 펄리: 마리오의 점프로는 닿을 수 없는 곳에 있는 물건을 가져다 준다.
- 천방부끄: 마리오를 적으로부터 보이지 않게 숨겨주는 능력을 가지고 있다.
- 빛쭈쭈: 강력한 전기 충격 공격을 한다
- 아줌뽀꾸: 물을 헤엄쳐 다닐 수 있게 해 준다.
- 포코피: 펄리보다 더 먼 거리를 비행할 수 있게 해준다. 가시밭길 등을 지날 수 있다.

## 같이 보기
- 마리오 시리즈의 연도별 목록

## 참조

### 주해
1. ↑  영어: Mario Story, 일본어: マリオストーリー